# Volby do Evropského parlamentu v Česku 2014
| Výsledky voleb                                               | Výsledky voleb | Výsledky voleb | Výsledky voleb | Výsledky voleb |
| ------------------------------------------------------------ | -------------- | -------------- | -------------- | -------------- |
| subjekt                                                      |                |                |                | % hlasů        |
| ANO                                                          | ANO            |                | 16,13          | 16,13          |
| TOP 09 + STAN                                                | TOP 09 + STAN  |                | 15,95          | 15,95          |
| ČSSD                                                         | ČSSD           |                | 14,17          | 14,17          |
| KSČM                                                         | KSČM           |                | 10,98          | 10,98          |
| KDU-ČSL                                                      | KDU-ČSL        |                | 9,95           | 9,95           |
| ODS                                                          | ODS            |                | 7,67           | 7,67           |
| Svobodní                                                     | Svobodní       |                | 5,24           | 5,24           |
| Piráti                                                       | Piráti         |                | 4,78           | 4,78           |
| SZ                                                           | SZ             |                | 3,77           | 3,77           |
| Úsvit                                                        | Úsvit          |                | 3,12           | 3,12           |
| Rozumní                                                      | Rozumní        |                | 1,63           | 1,63           |
| ostatní                                                      | ostatní        |                | 6,61           | 6,61           |
| Subjekty, které dosáhly na státní příspěvek (alespoň 1,0 %). |                |                |                |                |

| Mandáty       | Mandáty       | Mandáty | Mandáty | Mandáty |
| ------------- | ------------- | ------- | ------- | ------- |
| subjekt       |               |         |         | mandáty |
| ANO           | ANO           |         | 4       | 4       |
| TOP 09 + STAN | TOP 09 + STAN |         | 4       | 4       |
| ČSSD          | ČSSD          |         | 4       | 4       |
| KSČM          | KSČM          |         | 3       | 3       |
| KDU-ČSL       | KDU-ČSL       |         | 3       | 3       |
| ODS           | ODS           |         | 2       | 2       |
| Svobodní      | Svobodní      |         | 1       | 1       |

Volby do Evropského parlamentu se v Česku uskutečnily 23. a 24. května 2014 v rámci celoevropských voleb do Evropského parlamentu. V České republice se volilo 21 poslanců z celkového počtu 751 evropských poslanců, které čeká pětiletý mandát (do roku 2019). Česká republika po volbách přišla oproti předcházejícímu stavu, kdy měla v Evropě 22 zástupců, o jednoho europoslance, protože dle Lisabonské smlouvy byly počty poslanců o něco sníženy (do roku 2014 měl Evropský parlament 766 poslanců).
Volby vyhrálo hnutí ANO s 16,13 % hlasů a čtyřmi získanými mandáty, těsně druhá skončila koalice TOP 09 a Starostů s 15,95 % a stejným počtem mandátů a třetí místo získala ČSSD s 14,17 % a taktéž čtyřmi mandáty. Další dvě strany v pořadí, KSČM (10,98 %) a KDU-ČSL (9,95 %), získaly po třech mandátech. Dva mandáty získala ODS se 7,67 % a jeden mandát Svobodní s 5,24 %. Volby provázela rekordně nízká účast – 18,2 %.
Volebního klání se účastnilo rekordních 38 uskupení, o 5 více než při minulých volbách v roce 2009. V těch s více než 30 % hlasů jasně zvítězili občanští demokraté, kteří tak, jak se předpokládalo, vítězství v těchto volbách neobhájili a přišli o sedm mandátů. Tři mandáty ztratili sociální demokraté a jeden mandát komunisté, naopak jeden mandát navíc získali lidovci. Devět mandátů připadlo novým stranám – ANO, TOP 09 a Svobodným.
Ve volbách kandidovali a do europarlamentu se dostali tři poslanci Parlamentu ČR: Jiří Pospíšil, Stanislav Polčák a Kateřina Konečná, těm tak národní poslanecký mandát zanikl pro neslučitelnost funkcí zahájením první schůze Evropského parlamentu pro období 2014–2019. Kandidoval a zvolen byl také senátor Jaromír Štětina, kterému zanikl mandát za stejných podmínek, následkem čehož na září 2014 vypsal prezident republiky v obvodu č. 22 – Praha 10 doplňovací volby.

## Obecné informace

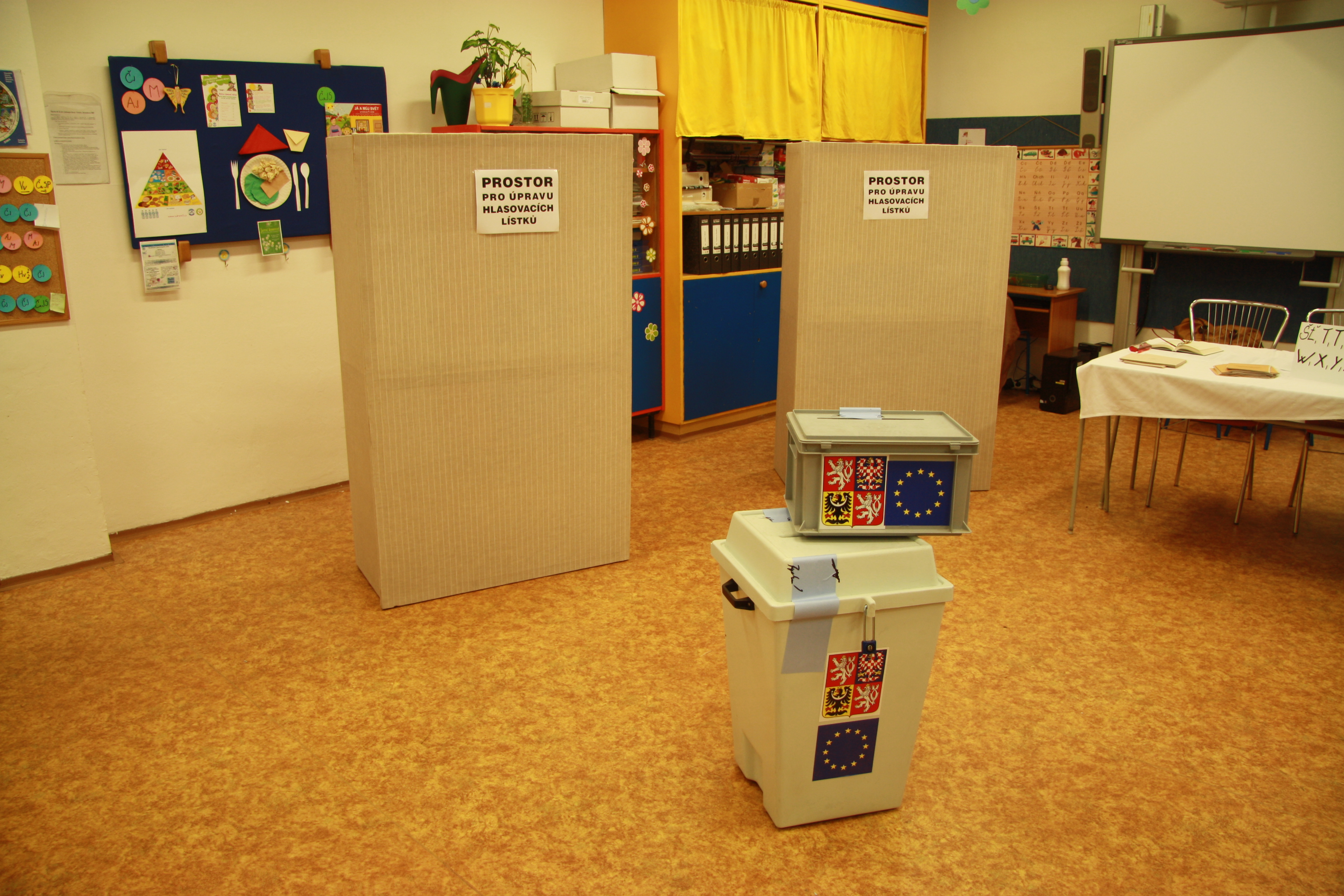
Volební místnost evropských voleb v květnu 2014 v Třebíči, v popředí mobilní a stálá volební urna.

### Termín voleb
Původně se počítalo s termínem 5.–8. června, avšak kvůli kolizi se svátkem Letnic, kdy bývají v mnoha zemích Evropské unie prázdniny, byl termín přesunut do rozmezí 22.–25. května. V České republice se tradičně volí během pátku a soboty, volby zde tedy proběhly 23. a 24. května. Sčítat odevzdané hlasy volební komisaři začali ihned po uzavření volebních místností. Výsledky voleb byly oznámeny až v neděli 25. května ve 23:00 hodin SELČ, kdy se uzavřely poslední volební místnosti v EU. Občané ČR v tento den mohli zjistit rovnou konečné, nikoliv průběžné výsledky. Toto je možné na základě změny zákona o volbách do Evropského parlamentu, která prošla legislativním procesem a vešla v účinnost na jaře 2014. Naopak dříve se muselo vyčkat se sčítáním hlasů až do uzavření poslední volební místnosti v Evropě.

V květnu 2013 prezident Miloš Zeman oznámil záměr vyhlásit ve stejném termínu i volby do Poslanecké sněmovny, což by ušetřilo náklady a zvýšilo nízkou volební účast v eurovolbách. Volby do sněmovny však nakonec proběhly předčasně v říjnu 2013.

### Volební systém
Je pouze jeden celorepublikový volební obvod, každá kandidující strana či hnutí proto podávala pro celé České republice jedinou volební kandidátku. Tu musela odevzdat nejpozději 66 dní před volbami (18. března). Ministerstvo vnitra 4. dubna rozhodlo o registraci či vyřazení každého z kandidátů. 8. dubna státní volební komise rozlosovala čísla pro volební lístky. Mandáty si rovnoměrně rozdělily ty strany, které přesáhly 5% uzavírací volební klauzuli. Nárok na příspěvek na úhradu volebních nákladů (ve výši 30 Kč za hlas) mají ty strany, které získaly alespoň 1 % hlasů.

#### Kritika volebního systému
Někteří kritici systému vytýkají, že přepočítávání hlasů vede ke „zkreslení“ vůle voličů.
Další kritika se týká pětiprocentní hranice, kdy navrhována je „pouze «přirozená hranice» daná počtem mandátů“ s tím, že by pak pro voliče mělo větší smysl volit kandidáty menších hnutí či stran. Tento názor podporují i rozhodnutí německého Ústavního soudu, že jakákoliv hranice je nepřípustná, neboť „znamená závažný zásah do principů rovnosti práv a rovných příležitostí politických stran a není možné ji za daných právních a faktických okolností ospravedlnit“. Pokud by byla tato hranice zrušena i v Česku, bylo by zastoupení ČR v Evropském parlamentu v období 2014–2019 následující:
- ANO 2011: 16,1 % hlasů a 3 mandáty (místo přepočítaných 4)
- TOP 09 + STAN: 16,0 % hlasů a 3 mandáty (místo přepočítaných 4)
- ČSSD: 14,2 % hlasů a 3 mandáty (místo přepočítaných 4)
- KSČM: 11,0 % hlasů a 2 mandáty (místo přepočítaných 3)
- KDU-ČSL: 10,0 % hlasů a 2 mandáty (místo přepočítaných 3)
- Ostatní: 8,2 % hlasů a 2 mandáty (za předpokladu, že by se „Ostatní“ na těchto zástupcích dohodli)
- ODS: 7,7 % hlasů a 2 mandáty (stejně jako přepočítané)
- Svobodní: 5,2 % hlasů a 1 mandát (stejně jako přepočítaný)
- Piráti: 4,8 % hlasů a 1 mandáty (místo přepočítáním ztraceného ve prospěch silnějšího)
- Zelení: 3,8 % hlasů a 1 mandát (místo přepočítáním ztraceného ve prospěch silnějšího)
- Úsvit: 3,1 % hlasů a 1 mandát (místo přepočítáním ztraceného ve prospěch silnějšího)

### Volební právo
Aktivní volební právo (právo volit) mají kromě občanů České republiky starších 18 let i občané ostatních členských zemí Evropské unie, pokud jsou v den voleb alespoň 45 dnů přihlášeni k trvalému či přechodnému pobytu v České republice. Obdobně pasivní volební právo (právo být volen) mají kromě českých občanů starších 21 let i další občané Evropské unie, pokud jsou v den voleb alespoň 45 dnů přihlášeni k trvalému či přechodnému pobytu v České republice. Čeští občané, kteří nemohou volit v místě svého bydliště, si mohli do 8. května požádat o volební průkaz, avšak volit české zástupce lze pouze na území Česka. Zahraniční voliči, kteří mají zájem volit v České republice, se museli do 13. dubna zapsat na seznam voličů.

#### Kontroverze kolem volebního práva
Český zákon o volbách do Evropského parlamentu neumožňuje volit české kandidáty mimo území ČR, přestože drtivá většina všech členských států to umožňuje (např. korespondenčně či na zastupitelském úřadě). Toto omezení považují někteří občané za zásah do základního práva, které garantuje Listina základních práv a svobod, a proto v petici založené v březnu 2014 požadují přípravu novely volebního zákona.

### Minulé volby
Mandáty z voleb v roce 2009 se snažily obhájit vítězná ODS (9), ČSSD (7), KSČM (4) a KDU-ČSL (2). Celkem v roce 2009 kandidovalo 708 osob v 33 uskupeních.

## Kandidáti

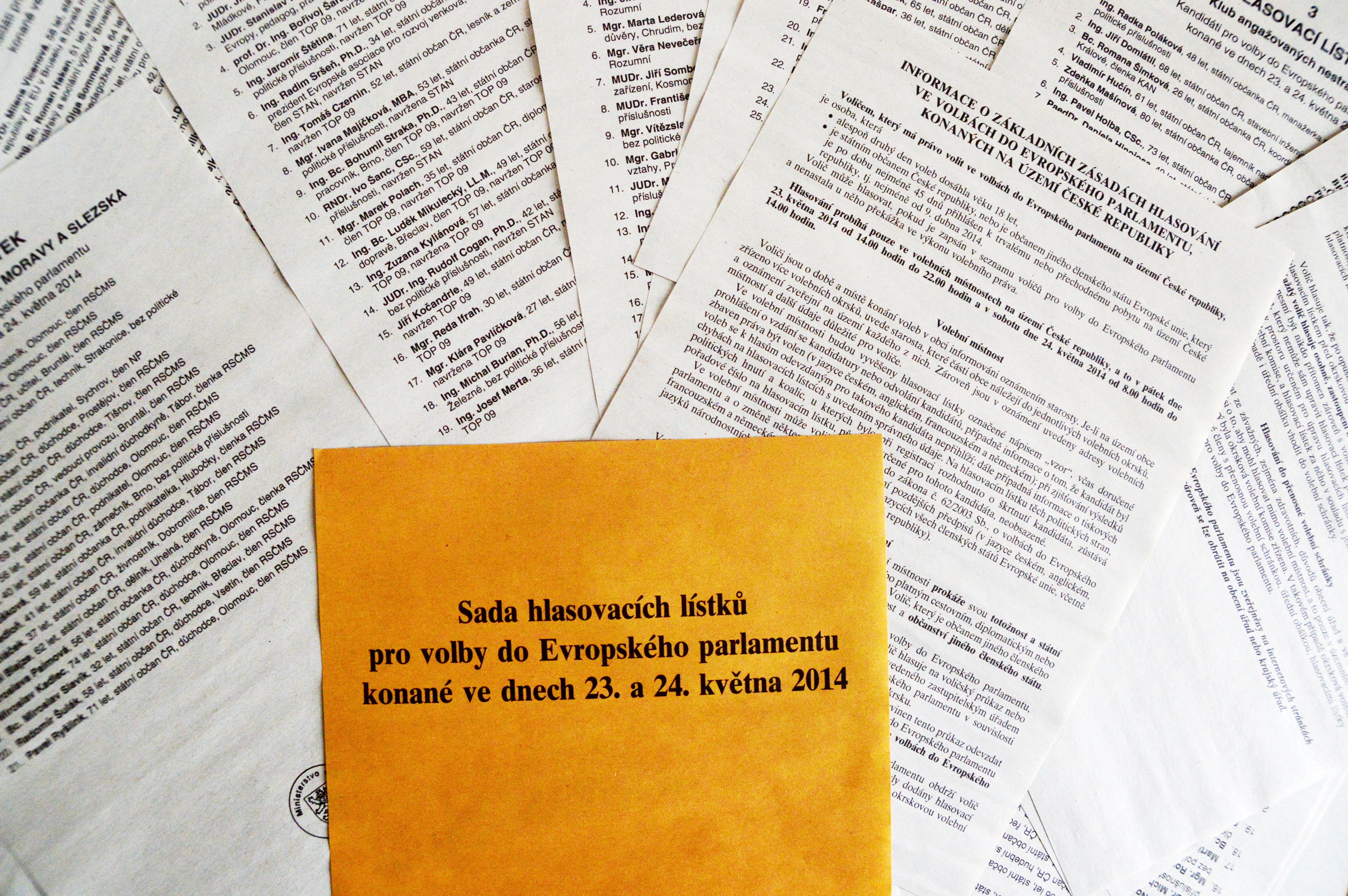
Hlasovací lístky

Podle sociologa Jana Herzmanna zvolily všechny hlavní politické strany své lídry velmi dobře a strategicky, jde podle něj o výrazné a zajímavé osobnosti. Podle politologů Tomáše Prouzy a Jakuba Jandy tyto výrazné osobnosti, stejně jako rekordní počet kandidujících stran, ukazují na zvýšený zájem českých politických stran o evropské dění. Podle politologa Ladislava Mrklase za tím však může být i jen zájem se zviditelnit a dobře zapůsobit před podzimními komunálními volbami. Janda a Mrklas také upozorňují na to, že „většina stran nemá pro evropská témata analytické zázemí a problematice potom nerozumí ani jejich členové – poslanci a senátoři.“

### Registrovaní kandidáti
Do voleb kandidovalo celkem 857 osob v 38 uskupeních, z 39 přihlášených subjektů byla jedna strana Ministerstvem vnitra vyřazena.
Poznámka: Strany a hnutí jsou v tabulce řazeny podle výsledků parlamentních voleb v roce 2013. Subjekty, které v nich samostatně či vůbec nekandidovaly, následují v abecedním pořadí. Kliknutím na záhlaví lze změnit řazení podle přiřazeného čísla či abecedy.
| Číslo | Zkratka                          | Název                                                               | Lídr/Lídryně       | Kandidátní listina | Další informace o kandidátech |
| ----- | -------------------------------- | ------------------------------------------------------------------- | ------------------ | ------------------ | --- |
| 14    | ČSSD                             | Česká strana sociálně demokratická                                  | Jan Keller         |                    | Profesor Jan Keller byl do čela kandidátky ČSSD zvolen 8. února Ústředním výkonným výborem strany s podporou 92 % hlasujících. Zbytek 23členné kandidátky byl zvolen většinou 63 % hlasů. Druhé a třetí místo obsadili toho času europoslanci Olga Sehnalová a Pavel Poc, čtvrtý byl pražský radní Miroslav Poche, pátý byl středočeský politik Zdeněk Seidl. Na šestém až devátém místě kandidátky byli soudobí europoslanci Richard Falbr, Zuzana Brzobohatá, Vojtěch Mynář a Libor Rouček. Jako možný lídr kandidátky byl původně zvažován také Jiří Dienstbier. Kandidátní listinu předložila ČSSD Ministerstvu vnitra 14. března a to ji 4. dubna registrovalo do voleb. |
| 16    | ANO                              | ANO 2011                                                            | Pavel Telička      |                    | Lídrem hnutí ANO 2011 byl bývalý eurokomisař Pavel Telička, dvojkou bývalý zástupce státního tajemníka pro evropské záležitosti Petr Ježek, třetí na kandidátce byla diplomatka Dita Charanzová, čtvrtá byla prezidentka zlínského Rotary Clubu Martina Dlabajová a pátým byl bývalý velvyslanec v Brazílii Ivan Jančárek. Prvních osm jmen na kandidátce schválil výbor hnutí 21. února 2014. Kandidátní listinu předložilo ANO Ministerstvu vnitra 17. března a to ji 4. dubna registrovalo do voleb. |
| 10    | KSČM                             | Komunistická strana Čech a Moravy                                   | Kateřina Konečná   |                    | Za poslankyní Kateřinou Konečnou byli na druhém až čtvrtém místě kandidátky KSČM soudobí europoslanci Jiří Maštálka, Jaromír Kohlíček a Miloslav Ransdorf. Právě Miloslav Ransdorf byl přitom dlouho považován za favorita na pozici lídra. O kandidátní listině rozhodl ústřední výbor KSČM dne 22. února 2014. V eurovolbách v roce 2009 byl za KSČM zvolen ještě také bývalý kosmonaut Vladimír Remek. V lednu 2014 se však stal velvyslancem v Rusku, takže svůj post obhajovat nebude. Kandidátní listinu předložila KSČM Ministerstvu vnitra 12. března a to ji 4. dubna registrovalo do voleb. |
| 7     | TOP 09 a STAN                    | TOP 09 a Starostové                                                 | Luděk Niedermayer  |                    | Lídrem koalice TOP 09 a hnutí Starostové a nezávislí byl bývalý viceguvernér České národní banky Luděk Niedermayer, dvojkou na kandidátce byl někdejší místopředseda ODS Jiří Pospíšil (oba nestraníci), na třetím místě byl Stanislav Polčák, poslanec a místopředseda hnutí Starostové a nezávislí. Kandidáty určilo vedení strany 17. února a 20. února je schválil výkonný výbor. Dalšími jmény na kandidátce byli bývalý poslanec Bořivoj Šarapatka a senátor Jaromír Štětina, který byl původně navržen výkonným výborem Starostů a nezávislých na lídra kandidátky. Sám Štětina se v lednu vyjádřil, že by za vhodného lídra považoval diplomata Marka Polacha. Předseda strany Karel Schwarzenberg dříve nabízel pozici lídra řediteli Člověka v tísni Šimonu Pánkovi, ten ji však odmítl. Záměr kandidovat za TOP 09 v prosinci 2013 oznámil bývalý ministr práce a sociálních věcí Jaromír Drábek, který i získal několik krajských nominací. Kvůli kandidatuře opustil funkci stranického místopředsedy. Jeho možnou kandidaturu podpořil také Miroslav Kalousek, ne však jako lídra kandidátky. V únoru 2014 se však Drábek kandidatury vzdal, aby stranu nepoškodily další případné diskuse ohledně jeho ministerského působení, které bylo silně kritizováno. Kandidátní listinu předložila koalice TOP 09 a STAN Ministerstvu vnitra 18. března a to ji 4. dubna registrovalo do voleb. |
| 20    | ODS                              | Občanská demokratická strana                                        | Jan Zahradil       |                    | Lídrem ODS byl europoslanec Jan Zahradil, který vedl kandidátku strany už v evropských volbách v roce 2004 i 2009. Jeho nominaci potvrdila výkonná rada ODS 24. února 2014. Kompletní kandidátka byla zveřejněna o den později. Na druhém místě kandidátní listiny byl europoslanec Evžen Tošenovský a trojkou byla členka bankovní rady České národní banky Eva Zamrazilová. Na čtvrtém místě byl Oldřich Vlasák, dosavadní europoslanec Edvard Kožušník byl až desátý, což nesl nelibě. Europoslankyně Andrea Češková se svůj mandát z rodinných důvodů rozhodla neobhajovat, kandidaturu odmítla i poslankyně Miroslava Němcová. Celkem neobhajovalo svůj mandát pět europoslanců ODS. Kandidátní listinu předložila ODS Ministerstvu vnitra 17. března a to ji 4. dubna registrovalo do voleb. |
| 22    | Úsvit                            | Úsvit přímé demokracie Tomia Okamury                                | Roman Škrabánek    |                    | Lídryní hnutí Úsvit se v lednu 2014 stala advokátka Klára Samková, což se setkalo s nevolí části voličů Úsvitu. Její pozici pak musel obhajovat předseda strany Tomio Okamura, když opakovaně zdůrazňoval, že Samková nemá romský původ. Zbytek kandidátky byl oznámen 20. března – na druhém místě byl prezident Asociace českých cestovních kanceláří a agentur Roman Škrabánek, trojkou byla advokátka Kateřina Radostová. Původně se jako o možném lídrovi mluvilo o výtvarníkovi a spisovateli Jaroslavu Novákovi Večerníčkovi. Kandidátní listinu předložil Úsvit Ministerstvu vnitra 18. března a to ji 4. dubna registrovalo do voleb. Od 12. května Klára Samková na kandidátce hnutí Úsvit pro volby do Evropského parlamentu není. První trojice kandidátů tak byla Ing. Roman Škrabánek, JUDr. Mgr. Kateřina Radostová, prof. PaedDr. Jiří Luska CSc. |
| 5     | KDU-ČSL                          | Křesťanská a demokratická unie – Československá strana lidová       | Pavel Svoboda      |                    | Kandidátku lidovců vedl Pavel Svoboda a Michaela Šojdrová. Současní europoslanci Zuzana Roithová a Jan Březina své mandáty neobhajovali. Na třetím místě byl publicista Tomáš Zdechovský a čtvrtý byl Eduard Hulicius z kanceláře europoslankyně Roithové (původně měl být na čtvrtém místě jihomoravský krajský zastupitel David Macek). Nepotvrdily se spekulace, že Jan Březina hodlá kandidovat za konkurenční stranu TOP 09, bude se pouze podílet na její kampani. Kandidátní listinu předložila KDU-ČSL Ministerstvu vnitra 14. března a to ji 4. dubna registrovalo do voleb. |
| 23    | SZ                               | Strana zelených                                                     | Ondřej Liška       |                    | Lídrem Strany zelených byl její předseda Ondřej Liška, který úmysl kandidovat do Europarlamentu oznámil na lednovém sjezdu strany. Na druhém místě byla právnička Michaela Suchardová. Na kandidátní listině zelených byli překvapivě i tři lidé z Politického hnutí Změna, z nichž nejvýše byla na čtvrtém místě kandidátky náměstkyně hejtmana Libereckého kraje Zuzana Kocumová. Na kandidátce se, u zelených tradičně, rovnoměrně střídali muži a ženy. Kandidátní listinu schválila Republiková rada strany dne 9. března, 17. března ji Zelení předložili Ministerstvu vnitra a to ji 4. dubna registrovalo do voleb. |
| 32    | Piráti                           | Česká pirátská strana                                               | Ivan Bartoš        |                    | Lídrem České pirátské strany byl ve vnitrostranických primárních volbách zvolen předseda Pirátů Ivan Bartoš. Na druhé místo kandidátky byl zvolen Marcel Kolaja, třetí na kandidátce byla Markéta Gregorová, čtvrtý Vojtěch Pikal a pátý Tomáš Tožička z Hnutí Zelených. Zbytek kandidátky byl zvolen koncem února. Kandidátní listinu předložili Piráti Ministerstvu vnitra 28. února a to ji 4. dubna registrovalo do voleb. |
| 24    | Svobodní                         | Strana svobodných občanů                                            | Petr Mach          |                    | Lídrem Strany svobodných občanů byl její předseda Petr Mach, dvojkou je bývalý poslanec za ODS Jiří Payne (který vedl kandidátku Svobodných v evropských volbách o pět let dříve) a trojkou nově zvolený místopředseda strany Tomáš Pajonk. Na kandidátní listině bylo celkem 28 jmen, z toho 7 žen. Kandidátka Svobodných byla sestavena na základě výsledků primárních voleb, ve kterých členové a příznivci strany volili prostřednictvím elektronického hlasování. Kandidátní listiny měly být schváleny 15. února 2014 republikovým výborem Svobodných, 17. března strana kandidátku předložila Ministerstvu vnitra a to ji 4. dubna registrovalo do voleb. |
| 29    | DSSS a SPE                       | Dělnická strana sociální spravedlnosti – NE diktátu Bruselu!        | Tomáš Vandas       |                    | Lídrem koalice byl předseda DSSS Tomáš Vandas, na druhém místě byl olympijský vítěz ve vzpírání Ota Zaremba. Kandidátní listinu předložila koalice DSSS a SPE Ministerstvu vnitra 17. března a to ji 4. dubna registrovalo do voleb. |
| 6     | Rozumní                          | Strana zdravého rozumu - NECHCEME EURO - za Evropu svobodných států | Petr Hannig        |                    | Kandidátní listinu předložili Rozumní Ministerstvu vnitra 6. března a to ji 4. dubna registrovalo do voleb. |
| 34    | KČ                               | Koruna Česká (monarchistická strana Čech, Moravy a Slezska)         | Václav Srb         |                    | Kandidátní listinu předložila Koruna Česká Ministerstvu vnitra 18. března a to ji 4. dubna registrovalo do voleb, vyškrtlo z ní však jednoho kandidáta kvůli nesplnění podmínek kandidatury. |
| 9     | LEV 21                           | Národní socialisté                                                  | Jiří Paroubek      |                    | Lídrem strany LEV 21 – Národní socialisté se stal bývalý premiér Jiří Paroubek, jak rozhodlo grémium strany 18. ledna 2013. Druhým na kandidátce strany byl pak ekonom spolupracující se Světovou bankou Filip Drapák. Kandidátní listinu předložili národní socialisté Ministerstvu vnitra 18. března a to ji 4. dubna registrovalo do voleb. |
| 35    | ANEO                             | Aktiv nezávislých občanů                                            | Václav Prokůpek    |                    | Na třetím místě kandidátky byl podvodník a mystifikátor Lukáš Kohout, na pátém místě bývalý majitel Poldi Kladno Vladimír Stehlík. Kandidátní listinu předložil ANEO Ministerstvu vnitra 14. března a to ji 4. dubna registrovalo do voleb. |
| 27    | Volte Pravý Blok www.cibulka.net | Volte Pravý Blok... (plný název strany zde)                         | Petr Cibulka       |                    | Kandidátní listina strany Volte Pravý Blok www.cibulka.net byla předložena Ministerstvu vnitra 21. února a to ji 4. dubna registrovalo do voleb. |
| 25    | RDS                              | Romská demokratická strana                                          | Rastislav Lučanský |                    | Kandidátní listina RDS byla předložena Ministerstvu vnitra 7. března a to ji 4. dubna registrovalo do voleb. |
| 39    | OBČANÉ 2011                      | OBČANÉ 2011                                                         | Petra Benešová     |                    | Kandidátní listina hnutí OBČANÉ 2011 byla předložena Ministerstvu vnitra 18. března a to ji 4. dubna registrovalo do voleb, vyškrtlo z ní však jednoho kandidáta kvůli nesplnění podmínek kandidatury. |
| 3     | KAN                              | Klub angažovaných nestraníků                                        | Radka Poláková     |                    | Kandidátní listina hnutí KAN byla předložena Ministerstvu vnitra 17. března a to ji 4. dubna registrovalo do voleb. |
| 28    | ABS                              | ANTIBURSÍK - STOP EKOTERORU !                                       | Ivo Kasal          |                    | Kandidátní listina ABS byla předložena Ministerstvu vnitra 12. března a to ji 4. dubna registrovalo do voleb. |
| 36    | ČSNS                             | Česká strana národně sociální                                       | Michal Klusáček    |                    | Lídrem kandidátky byl Michal Klusáček, letecký inženýr a předseda ČSNS. Dvojkou kandidátky byl Václav Mlejnský, velitel drážních hasičů v Praze. Kandidátní listina ČSNS byla předložena Ministerstvu vnitra 17. března a to ji 4. dubna registrovalo do voleb. |
| 19    | ČSR                              | Česká strana regionů                                                | Tereza Diepoldová  |                    | Lídryní České strany regionů byla Tereza Diepoldová, stříbrná paralympijská medailistka z Londýna. Kandidátní listina ČSR byla předložena Ministerstvu vnitra 18. března a to ji 4. dubna registrovalo do voleb, vyškrtlo z ní však jednoho kandidáta kvůli nesplnění podmínek kandidatury. |
| 33    | ČS                               | Česká Suverenita                                                    | Jana Volfová       |                    | Lídryní České Suverenity byla zvolena předsedkyně strany Jana Volfová, na druhém místě kandidátky byl pražský právník Miroslav Jindrák. Na šestém místě byl senátor a bývalý člen ČSSD a SPOZ Vladimír Dryml. Na kandidátce byla i bývalá poslankyně za Stranu zelených Olga Zubová. Kandidátní listina ČS byla předložena Ministerstvu vnitra 14. března a to ji 4. dubna registrovalo do voleb. |
| 11    | evropani                         | evropani.cz                                                         | Petr Jantač        |                    | Kandidátní listina strany evropani.cz byla předložena Ministerstvu vnitra 17. března a to ji 4. dubna registrovalo do voleb. |
| 13    | HNPD                             | Fair play - HNPD                                                    | Jan Szotkowski     |                    | Kandidátní listina hnutí Fair play – HNPD byla předložena Ministerstvu vnitra 12. března a to ji 4. dubna registrovalo do voleb. |
| 30    | HSS                              | HNUTÍ SOCIÁLNĚ SLABÝCH                                              | Ludvík Zifčák      |                    | Lídrem hnutí byl bývalý důstojník Státní bezpečnosti Ludvík Zifčák. Kandidátní listina HNUTÍ SOCIÁLNĚ SLABÝCH byla předložena Ministerstvu vnitra 17. března a to ji 4. dubna registrovalo do voleb. |
| 26    | KSČ                              | Komunistická strana Československa                                  | Miroslav Hejna     |                    | Kandidátní listina KSČ byla předložena Ministerstvu vnitra 18. března a to ji 4. dubna registrovalo do voleb. |
| 8     | LES                              | Liberálně ekologická strana                                         | Milena Vicenová    |                    | Lídryní Liberálně ekologické strany byla bývalá ministryně zemědělství Milena Vicenová. Oznámil to předseda strany Martin Bursík na jejím ustavujícím sjezdu 16. února 2014. Kandidátní listina strany LES byla předložena Ministerstvu vnitra 18. března a to ji 4. dubna registrovalo do voleb. |
| 18    | Moravané                         | Moravané                                                            | Ondřej Hýsek       |                    | Kandidátní listina strany Moravané byla předložena Ministerstvu vnitra 14. března a to ji 4. dubna registrovalo do voleb. |
| 4     | ND                               | Národní demokracie                                                  | Adam B. Bartoš     |                    | Kandidátní listina ND byla předložena Ministerstvu vnitra 14. března a to ji 4. dubna registrovalo do voleb. |
| 37    | O.K. strana                      | Občanská konzervativní strana                                       | Pavel Černý        |                    | Lídrem Občanské konzervativní strany byl Pavel Černý, původně měla vést stranu do voleb bankovní manažerka Jana Gabrielová. Kandidátní listina O.K. strany byla předložena Ministerstvu vnitra 17. března a to ji 4. dubna registrovalo do voleb. |
| 31    | Republika                        | Republika                                                           | Otto Chaloupka     |                    | Stranu Republika vedl do voleb její předseda Otto Chaloupka, bývalý poslanec za Věci veřejné. Na čtvrtém místě kandidátní listiny byla sjezdařka a olympijská vítězka Olga Křížová. Na kandidátce byla i bývalá poslankyně za Věci veřejné Jana Drastichová či bývalá televizní moderátorka Eva Jurinová. Kandidátní listina Republiky byla předložena Ministerstvu vnitra 18. března a to ji 4. dubna registrovalo do voleb. |
| 12    | RSČMS                            | REPUBLIKÁNSKÁ STRANA ČECH, MORAVY A SLEZSKA                         | Roman Sláma        |                    | Kandidátní listina RSČMS byla předložena Ministerstvu vnitra 13. března a to ji 4. dubna registrovalo do voleb. |
| 1     | SNK ED                           | SNK Evropští demokraté                                              | Daniel Kroupa      |                    | Kandidátní listina Evropských demokratů byla předložena Ministerstvu vnitra 17. března a to ji 4. dubna registrovalo do voleb. |
| 2     | SP a NO!                         | Strana práce a NESPOKOJENÍ OBČANÉ!                                  | Radoslav Štědroň   |                    | Kandidátní listina koalice SP a NO! byla předložena Ministerstvu vnitra 17. března a to ji 4. dubna registrovalo do voleb. |
| 17    | „SRP“                            | „Strana rovných příležitostí“                                       | Štefan Tišer       |                    | Kandidátní listina „Strany rovných příležitostí“ byla předložena Ministerstvu vnitra 17. března a to ji 4. dubna registrovalo do voleb. |
| 38    | VV                               | Věci Veřejné                                                        | Radek John         |                    | Kandidátku Věcí veřejných vedl bývalý ministr vnitra Radek John, na druhém místě byla herečka Simona Chytrová. Své lídry představila strana 25. února 2014. Kandidátní listina VV byla předložena Ministerstvu vnitra 18. března a to ji 4. dubna registrovalo do voleb. |
| 21    | VIZE                             | VIZE 2014                                                           | Kristina Soukupová |                    | Na pátém místě kandidátky strany VIZE 2014 byl fotbalista Vladimír Šmicer, na šestém místě herec Martin Zounar. Kandidátní listina VIZE byla předložena Ministerstvu vnitra 18. března a to ji 4. dubna registrovalo do voleb. |

### Vyřazení kandidáti
Z příhlášených subjektů Ministerstvo vnitra vyřadilo jedinou celou kandidátní listinu, a to listinu Československé strany socialistické. Ta sice v termínu kandidátku odevzdala, ale nedodržela všechny stanovené podmínky, mimo jiné nezaplatila poplatek na úhradu volebních nákladů. Pro případ, že by se strana proti rozhodnutí odvolala a soud jí dal za pravdu, dostala by i ČSS vylosované volební číslo (15).
Ministerstvo neuznalo ani kandidaturu Stefana Szabóa, který chtěl kandidovat jako nezávislý jednotlivec; zákon však umožňuje kandidaturu jen registrovaným politickým stranám a hnutím, kandidatura navíc nebyla podána v řádném termínu.
Z kandidátních listin byly pro nesplnění podmínek vyřazeny celkem tři osoby – po jedné z České strany regionů, hnutí Občané 2011 a strany Koruna Česká.

## Kampaň a volební programy
10. září 2013 oficiálně zahájil Evropský parlament informační kampaň k volbám, která má za cíl především podpořit volební účast. Ta totiž neustále klesá, ve volbách v roce 2009 činila 43 % (v České republice 28,22 %). Kampaň za 16 milionů eur vyvrcholí až po volbách, kdy nově zvolený parlament zvolí předsedu Evropské komise. Heslo první ze čtyř fází kampaně zní „Jednat. Ovlivňovat. Rozhodovat.“ Podle politologa Michala Pinka jsou přesto evropské volby v Česku těmi nejméně významnými volbami. Přestože se volilo do Evropského parlamentu, očekávalo se, že hlavní místo budou mít opět především vnitropolitická témata a řada voličů volby pojme jako „referendum o vládě“. Podle sociologa Jana Herzmanna rozhoduje o účasti v eurovolbách vztah voliče k EU – jde volit pouze volič s pozitivním či negativním vztahem k EU, pokud má vztah neutrální, k volbám nedorazí. Při rozhodování, kterou stranu volit, však už převládá vztah k české politice.
Dle zákona je kandidujícím subjektům vyhrazeno před volbami 14 hodin vysílacího času v České televizi a stejný čas v Českém rozhlasu. Tento čas se mezi strany rovnoměrně rozdělí a je jim poskytnut k vlastní produkci.
Většina stran začala s kampaní na jaře, až když měla zkompletované kandidátky.
Někteří straničtí kandidáti chystali osobní kampaň placenou z vlastních peněz – kvůli nízké volební účasti mohlo stačit pro křeslo v Europarlamentu zisk nevelkého počtu preferenčních hlasů.

### ČSSD
Sociální demokraté zahájili kampaň 5. dubna v Olomouci. Cílem ČSSD je volby vyhrát. Hlavními body programu jsou: snaha, aby Evropská unie méně regulovala trh, zamezení agenturnímu zaměstnávání a zlikvidování daňových rájů. Lídr strany Jan Keller se během kampaně bude snažit vysvětlit, že o přijetí eura nerozhoduje europarlament, ale česká vláda. Dalšími body programu jsou „snížení zbytečné byrokracie a úsilí o vznik pracovních míst“. Sociální demokraté chtějí vést hodně kontaktní kampaň, utratit za ni hodlají 25 milionů korun. Prezident republiky Miloš Zeman se nechal slyšet, že bude volit ČSSD.

### ANO
Program hnutí ANO měl být znám začátkem roku 2014. Vedení hnutí 6. března oznámilo, že v europarlamentu budou jejich poslanci spolupracovat s frakcí Aliance liberálů a demokratů pro Evropu. Lídr hnutí Pavel Telička vyhlásil jako prioritu zrušení roamingových poplatků, ty přitom budou pravděpodobně zrušeny ještě starým europarlamentem před volbami. Za tuto „neznalost“ či „populismus“ ho kritizoval kandidát TOP 09 Jiří Pospíšil.

### KSČM
Program komunistů se soustředí na ochranu životního prostředí a lepší čerpání eurodotací.

### TOP 09 a STAN
Volební program TOP 09 byl představen 7. prosince 2013. Témata se odvíjejí od „pravicové“ politiky TOP 09, založené na „tradici, odpovědnosti a prosperitě“. Mezi hlavní pilíře programu řadí TOP 09 rovné podmínky na vnitřním trhu EU, tedy vnitřní trh bez překážek, efektivní podporu podnikání, vymahatelnost práva a využívání dotací především pro oblasti veřejného zájmu, nikoli pro podnikatelský sektor. Významná část programu se zabývá hospodářskou politikou. TOP 09 požaduje, aby se Česká republika připojila k tzv. fiskálnímu paktu, a to nejen ze symbolických důvodů přihlášení se k rozpočtové odpovědnosti a vyslání signálu zahraničním investorům, ale také jako pojistku proti neodpovědnému vládnutí populistických stran, jejichž politika může, podle TOP 09, některé státy přivést až na hranici bankrotu.
TOP 09 dlouhodobě prohlašuje, že zastává proevropský postoj, s nímž souvisí podpora přijetí eura a vstupu do eurozóny. Ten by měl být načasován na okamžik, kdy na něj bude ČR po všech stránkách připravena, bude tento vstup pro ČR výhodný a situace v eurozóně bude stabilizován natolik, že se ustálí a důkladně prověří pravidla jejího fungování. TOP 09 odmítá snahy podmiňovat přistoupení k euru referendem a jako hlavní argument uvádí, že se k přijetí eura Česká republika zavázala již při svém vstupu do Evropské unie a tyto závazky by měla plnit. Významnou součástí programu TOP 09 je také podpora lidských práv.
TOP 09 je součástí Evropské lidové strany (EPP). TOP 09 také podporuje kandidáta EPP Jean-Claudea Junckera na post předsedy Evropské komise.

### ODS
Občanská demokratická strana představila základní body programu 25. února 2014. Mezi hlavní priority patří zrušení sídla Evropského parlamentu ve Štrasburku, podpora české koruny a boj proti zvyšování cen elektřiny pro firmy a domácnosti.

### Úsvit
Program Úsvitu přímé demokracie se soustředí na „zrovnoprávnění postavení Čechů v Evropské unii“. Tomio Okamura ho označuje za „eurorealistický“. Strana sama je přitom považována za jednu z nejeuroskeptičtějších stran v zemi. Program byl zveřejněn 20. března. Hnutí je proti oslabování pravomocí České republiky a omezování svobody internetu, požaduje zjednodušení byrokratických struktur unie, zpřísnění imigrační politiky, referendum o přistoupení k euru a společnou evropskou vojenskou politiku. Program obsahuje i ostrá slova, například zvolání „nechceme být nevolníky EU,“ jinde zase mluví o „diktátu EU“. Původní lídryně Úsvitu Klára Samková deklarovala, že bude usilovat o úplný zákaz imigrace do zemí Evropské unie. Politolog Stanislav Balík tuto ostrou rétoriku považuje za doklad, že Okamurův Úsvit ideologicky navazuje na republikány Miroslava Sládka.

### KDU-ČSL
Lidovci zahájili kampaň 3. března 2014. Jejich cílem je získat tři poslanecká křesla. Chtějí se soustředit na zvýšení kvality potravin a vyjednání výjimky na snížení DPH pro dětské pleny a výživu. Kromě prorodinné politiky se chtějí zaměřit také na boj s nezaměstnaností a problémy s „nepřizpůsobivými imigranty“. Za kampaň hodlají utratit 5,5 milionu korun (v předešlých evropských volbách v roce 2009 je kampaň vyšla na 9 milionů). Lidovecké volební téma kvality potravin kritizovali sociální demokraté – podle jejich slov toto téma na půdě Evropského parlamentu vznesla poslankyně ČSSD Olga Sehnalová už v roce 2011, Evropská lidová strana ji však nepodpořila.

### Strana zelených
Zelení zahájili kampaň 4. prosince 2013, jako první z českých stran. Součástí kampaně byly celoevropské primárky Evropské strany zelených; příznivci strany mohli vybírat kandidáty zelených na celoevropského lídra a kandidáta na předsedu Evropské komise. Celoevropskými lídry zelených byli zvoleni José Bové a Ska Kellerová. Předvolební program schválila Republiková rada strany dne 9. března. Hlavními tématy jsou „ekonomické oživení a prosperita Evropy, zajištění rovných šancí pro všechny a kvalitní život ve zdravém prostředí“.

### Piráti
Česká pirátská strana jde do voleb se společným programem evropských pirátských stran, důležitým tématem je pro stranu například školství a zdravotnictví. Piráti také chtějí zlepšit informovanost lidí o evropské politice a „více ji otevřít lidem“. Na „supervolební rok“ 2014 mají Piráti rozpočet pět milionů korun, peníze z veřejných zdrojů (více než 13milionový státní příspěvek za volby do sněmovny 2013) však na přímou propagaci a billboardy využívat nebudou. Podle předsedy Ivana Bartoše je cílem strany zisk 120 000 hlasů a dvou mandátů.

### Svobodní
Strana svobodných občanů odstartovala předvolební kampaň heslem Posvítíme si na euronesmysly. Jejím hlavním tématem je kritika negativních aspektů Evropské unie, zejména různých regulací a byrokratických nařízení, která občanům ztěžují život. Dále snaha vyjednat v Evropské unii pro Českou republiku výjimku z přijetí eura, rozšíření možnosti volného obchodu a cestování. Na kampaň má strana připraveno 5 milionů korun. Předvolební akce Svobodní plánují ve 180 městech.

### DSSS
Dělnická strana sociální spravedlnosti zahájila kampaň 22. března na Jungmannově náměstí v Praze projevem předsedy Tomáše Vandase a zapálením vlajky Evropské unie. V projevu se Vandas vymezoval proti Evropské unii, euru, přistěhovalectví a českým politikům. Projev se hlukem snažili přerušit přítomní antifašisté.

### LEV 21
Lídr národních socialistů Jiří Paroubek se chce v kampani věnovat sociálním tématům, ochraně spotřebitele a pracovního trhu a boji proti kriminalitě a terorismu.

### ANEO
Hlavním tématem hnutí Aktiv nezávislých občanů je boj proti přijetí eura a jakémukoliv dalšímu posilování pravomocí Evropské unie na úkor členských států, dále ANEO odmítá přistěhovalectví z mimoevropských zemí.[zdroj⁠?!]
Volebním lídrem je Ing. Václav Prokůpek, Ph.D., hokejový trenér a sportovní novinář, manažer a vysokoškolský pedagog. Dalšími kandidáty jsou Lukáš Kohout a Vladimír Stehlík, bývalý generální ředitel Poldi Kladno.
Dne 22. května se na serveru Parlamentní listy objevila informace, že se 13 z celkových 20 kandidátů ANEO distancovalo od volebního lídra Václava Prokůpka a vyzvalo ho k rezignaci.

### Česká Suverenita
Hlavními tématy programu jsou vyjednání výjimky v EU, aby ČR nemusela přijmout euro, zachování tzv. „Klausovy výjimky“ v Lisabonské smlouvě a regulace imigrace s cílem zabránění islamizace ČR.[zdroj⁠?!]

### LES
LES chce během kampaně zdůrazňovat svůj postoj vůči Rusku – urychlené zavedení sankcí, například zmrazení bankovních kont a neudělování víz ruským občanům. Symbolem jednotné Evropy je požadavek strany LES na zavedení evropského cestovního pasu. V kampani se angažují známé mediální osobnosti, jako např. Olga Sommerová, která je trojkou na kandidátce, nebo Eva Holubová, která namluvila spolu s hercem Petrem Stachem rozhlasový spot. Kampaň je vzhledem ke krátké existenci strany a omezeným možnostem finančních zdrojů nízkorozpočtová, založená na nadšení a dobrovolnické práci členů. Jednička kandidátky, Milena Vicenová, má naplánovanou kontaktní kampaň formou besed s občany na různých místech celé České republiky. Během kampaně se rozbíhají také liberální fóra strany LES, která budou pokračovat i po volbách a stanou se součástí aktivit strany směrem k veřejnosti.

### VV
Programové teze Věcí veřejných jsou: odmítání Eura, odmítání připojení Česka k fiskálnímu paktu a k bankovní unii, nesouhlas s evropskou politikou vlády Bohuslava Sobotky.

## Předvolební průzkumy

### Preference stran
K 14. březnu se neobjevil žádný průzkum veřejného mínění stranických preferencí k evropským volbám, což nebylo obvyklé. Objevily se pouze pravidelné volební modely vztahující se k volbám do Poslanecké sněmovny a předpovědi výsledků eurovoleb webu PollWatch2014 na základě těchto volebních modelů. Podle Pavla Zajíce ze společnosti SANEP jsou však průzkumy ohledně voleb do Poslanecké sněmovny dobře použitelné i jako odhad výsledků eurovoleb.
26. března vyšel průzkum CVVM, který probíhal 3.–10. března. Nejvyšší volební preference podle něj mělo ANO (24 %) před ČSSD (23 %). 17. dubna vyšel průzkum společnosti SANEP, který probíhal 8.–13. dubna. Podle tohoto průzkumu mělo také nejvyšší volební preference ANO (23,2 %) před ČSSD (20,1 %). 22. dubna vyšel průzkum společností Herzmann a Data Collect, který probíhal 12.–15. dubna. Podle volebního modelu na základě dat z průzkumu má zvítězit s náskokem ANO (22,2 %) před ČSSD (14,1 %). 28. dubna vyšel průzkum CVVM, který probíhal 7.–14. dubna. Nejvyšší volební preference podle něj mělo ANO (25 %) před ČSSD (20 %). 2. května vyšel volební model agentury STEM, který simuluje výsledek voleb k 21. dubnu na základě průzkumu ze 14.–21. dubna. Nejvyšší výsledek mělo podle modelu hnutí ANO (24,7 %) před ČSSD (18,5 %).
Poznámka: Průzkumy jednotlivých agentur jsou vytvářeny odlišnými metodikami, proto je mezi sebou nelze přímo porovnávat. Tabulka slouží jen k základní orientaci.
| Průzkum/předpověď                   | ČSSD       | ANO        | KSČM       | TOP 09     | ODS       | Úsvit     | KDU-ČSL   | SZ        | Piráti    | Svobodní | LEV 21    | VV        |
| ----------------------------------- | ---------- | ---------- | ---------- | ---------- | --------- | --------- | --------- | --------- | --------- | -------- | --------- | --------- |
| PollWatch2014, 19. února            | 20 % (5)   | 20,1 % (6) | 14 % (4)   | 11 % (3)   | 6,6 % (1) | 6,5 % (1) | 6,6 % (1) | 4,4 % (0) | 3,9 % (0) | –        | –         | –         |
| PollWatch2014, 5. března            | 20 % (5)   | 20 % (5)   | 15 % (4)   | 10 % (2)   | 7,4 % (2) | 6,7 % (1) | 7,6 % (2) | 4,7 % (0) | 3,9 % (0) | –        | –         | –         |
| PollWatch2014, 19. března           | 22 % (6)   | 22 % (6)   | 15 % (4)   | 10,8 % (2) | 6,5 % (1) | 5,9 % (1) | 5,7 % (1) | 3,4 % (0) | –         | –        | –         | –         |
| CVVM, 26. března                    | 23 %       | 24 %       | 11 %       | 10 %       | 6 %       | 3 %       | 5 %       | 3 %       | –         | –        | –         | –         |
| PollWatch2014, 2. dubna             | 22,9 % (6) | 24,8 % (6) | 14,8 % (4) | 10,3 % (3) | 6,7 % (1) | 3,3 % (0) | 6,1 % (1) | 3,2 % (0) | –         | –        | –         | –         |
| PollWatch2014, 16. dubna            | 19,1 % (6) | 21,2 % (6) | 16,5 % (5) | 8,8 % (2)  | 6,2 % (1) | 3,2 % (0) | 6,0 % (1) | 3,5 % (0) | 3,5 % (0) | –        | 4,9 % (0) | 3,3 % (0) |
| SANEP, 17. dubna                    | 20,1 %     | 23,2 %     | 14,5 %     | 8,2 %      | 5,4 %     | 3,2 %     | 5,2 %     | 2,9 %     | 3,2 %     | –        | 4,0 %     | 2,8 %     |
| Data Collect & Herzmann, 22. dubna  | 14,1 %     | 22,2 %     | 11,1 %     | 9,6 %      | 7,6 %     | 8,9 %     | 3,8 %     | 2,9 %     | 3,4 %     | 4,8 %    | 1,0 %     | 1,2 %     |
| CVVM, 28. dubna                     | 20 %       | 25 %       | 9 %        | 10 %       | 7 %       | 2 %       | 8 %       | 4 %       | –         | –        | –         | –         |
| PollWatch2014, 30. dubna            | 19,5 % (6) | 21,9 % (7) | 15,2 % (4) | 8,3 % (2)  | 5,7 % (1) | 3,3 % (0) | 5,5 % (1) | 3,5 % (0) | 3,5 % (0) | –        | 5,0 % (0) | 3,1 % (0) |
| STEM, 2. května                     | 18,5 %     | 24,7 %     | 11,9 %     | 10,7 %     | 7,4 %     | 2,0 %     | 6,7 %     | 2,0 %     | 1,9 %     | 2,6 %    | –         | –         |
| Data Collect & Herzmann, 16. května | 12,5 %     | 20,1 %     | 12,2 %     | 14,2 %     | 7,2 %     | 7,7 %     | 4,6 %     | 4,9 %     | 4,3 %     | 4,7 %    | –         | –         |

Kromě klasických průzkumů stranických preferencí či volebních modelů se objevily také průzkumy tzv. volebního potenciálu. Podle průzkumu společností Herzmann a Data Collect z 22. dubna, který nabízel intervalový odhad volebního potenciálu, mělo nejvyšší potenciál ANO (33,5–42,1 %) před ČSSD (18,7–25,9 %) a celkem dvanáct subjektů překonalo pět procent. 25. dubna vyšel průzkum agentur Median a STEM/MARK pro Českou televizi, který probíhal 16.–23. dubna. Podle něj mělo nejvyšší potenciál ANO (37 %) před ČSSD (30,5 %). Lídři dvanácti subjektů s nejvyšším potenciálem dle tohoto průzkumu byli pozváni k předvolebním televizním debatám. 6. května vyšel průzkum agentury SANEP, který probíhal 2.–5. května. Podle něj mělo nejvyšší potenciál ANO (22,7–30,3 %) před ČSSD (17,6–23,3 %). Velká část nerozhodnutých voličů váhala právě mezi ANO a ČSSD.
Poznámka: Průzkumy jednotlivých agentur jsou vytvářeny odlišnými metodikami, proto je mezi sebou nelze přímo porovnávat. Tabulka slouží jen k základní orientaci.
| Volební potenciál                  | ČSSD        | ANO         | KSČM        | TOP 09      | ODS        | Úsvit       | KDU-ČSL   | SZ        | Piráti     | Svobodní  | Rozumní   | LEV 21    | Moravané  | VV        |
| ---------------------------------- | ----------- | ----------- | ----------- | ----------- | ---------- | ----------- | --------- | --------- | ---------- | --------- | --------- | --------- | --------- | --------- |
| Data Collect & Herzmann, 22. dubna | 18,7–25,9 % | 33,5–42,1 % | 10,6–16,8 % | 11,9–18,3 % | 7,2–12,6 % | 10,6–16,8 % | 4,5–8,7 % | 4,3–8,5 % | 5,4–10,2 % | 3,9–8,1 % | 0,3–2,9 % | 0,4–3,0 % | 1,9–5,3 % | 2,0–5,6 % |
| Median & STEM/MARK, 25. dubna      | 30,5 %      | 37,0 %      | 19,0 %      | 22,5 %      | 16,0 %     | 14,0 %      | 12,5 %    | 9,0 %     | 6,5 %      | 5,5 %     | 3,0 %     | –         | –         | 2,5 %     |
| SANEP, 6. května                   | 17,6–23,3 % | 22,7–30,3 % | 12,8–15,1 % | 6,1–11,2 %  | 4,2–7,1 %  | 3,2–7,3 %   | 5,4–8,0 % | 1,6–3,6 % | 1,4–4,0 %  | 1,0–2,9 % | –         | 0,9–4,6 % | –         | 0,4–3,0 % |

### Index popularity stran v prostředí českého internetu
Z analýz veřejného diskurzu na českém internetu vyplynulo, že veřejnost favorizuje hnutí ANO, dále ČSSD a zejména Českou pirátskou stranu. Průzkumy dlouhodobě provádí společnost Yeseter Now. Sympatie na Internetu se měří tak, že podle přísně nastavené taxonomie se shromáždí diskusní příspěvky týkající se eurovoleb. Ty se pak třídí podle řady kategorií: které strany (nebo přímo konkrétního kandidáta) se příspěvek týká, zda je laděný pozitivně či negativně atd. Z těchto dat se poměřují dva základní parametry: objem komunikace a sentiment. Zájem veřejnosti zkřížený s podílem pozitivně laděných příspěvků je pak zachycen v tzv. indexu popularity. Čím vyšší index popularity, tím větší je ochota voličů dát konkrétní straně svůj hlas, případně ji sledovat dál, počítat s ní v budoucnu.
Výsledky za 17. – 20. týden 2014:
| Týden | ČSSD | ANO  | KSČM | TOP 09 | ODS  | Úsvit | KDU-ČSL | SZ   | Piráti | Svobodní | LEV 21 | LES  | VV   |
| ----- | ---- | ---- | ---- | ------ | ---- | ----- | ------- | ---- | ------ | -------- | ------ | ---- | ---- |
| 17.   | 2,48 | 4,39 | 1,45 | 1,66   | 1,85 | 1,68  | 0,5     | 0,93 | 3,61   | 0,83     | 0,2    | 0,03 | 0,35 |
| 18.   | 6,77 | 3,64 | 2,06 | 1,32   | 2,66 | 2,6   | 0,82    | 1,27 | 9,19   | 0,71     | 0,26   | 0,04 | 0,41 |
| 19.   | 3,04 | 2,06 | 1,33 | 1,21   | 1,36 | 2,3   | 0,89    | 1,73 | 4,3    | 0,68     | 0,19   | 0,07 | 0,52 |
| 20.   | 2,85 | 2,75 | 1,32 | 0,87   | 1,27 | 1,05  | 0,4     | 1,47 | 1,86   | 0,5      | 0,1    | 0,09 | 0,33 |

### Preference lídrů
Z průzkumu veřejného mínění agentury SANEP publikovaného 12. února 2014 vyšli jako možní favorité voleb lídr ANO Pavel Telička a lídr ČSSD Jan Keller. Průzkum však nezahrnoval všechny kandidáty. Podle druhého průzkumu stejné agentury publikovaného 10. března byla potvrzena role favorita pro Pavla Teličku. Za důvěryhodného kandidáta ho pokládalo 37,8 % dotázaných, druhý Jan Keller byl důvěryhodný pro 28,6 % dotázaných. Do europarlamentu by Pavla Teličku volilo 18,9 % respondentů rozhodnutých jít k volbám, Jana Kellera by volilo 16,7 %, lídryni KSČM Kateřinu Konečnou 14,2 %, lídra TOP 09 Luďka Niedermayera 7,9 %, lídra ODS Jana Zahradila 5,5 % a lídra KDU-ČSL Pavla Svobodu 5,4 % respondentů. Podle třetího průzkumu agentury SANEP publikovaného 2. dubna, do kterého bylo zařazeno 19 kandidujících stran a hnutí, by se pořadí předních kandidátů nezměnilo a nejvíce respondentů by opět volilo Pavla Teličku (19,1 %) před Janem Kellerem (17,5 %), Kateřinou Konečnou (14,7 %), Luďkem Niedermayerem (7,8 %), Janem Zahradilem (5,6 %) a Pavlem Svobodou (5,3 %).

### Volební účast
Podle únorového průzkumu agentury SANEP se k volbám chystalo přijít 39,3 % voličů (součet odpovědí „ano“ a „spíše ano“), podle březnového průzkumu to bylo 33,3 % voličů. Podle březnového průzkumu CVVM se k volbám chystalo přijít 34 % voličů (součet odpovědí „rozhodně ano“ a „spíše ano“). Podle dubnového průzkumu agentury SANEP se k volbám chystalo přijít 27,4 % voličů. Podle dubnového odhadu společností Herzmann a Data Collect by volební účast byla 32,4 %. Podle dubnového průzkumu CVVM se k volbám chystalo přijít 32 % voličů (součet odpovědí „rozhodně ano“ a „spíše ano“). Podle květnového průzkumu agentury STEM se k volbám chystalo 35 % voličů, ovšem po odečtení váhajících by to mohlo být jen 28 %. Podle květnového průzkumu agentury SANEP by volební účast byla 31,2 % voličů.

### Evropský parlament a evropské volby
Podle únorového průzkumu společnosti Median se 86 % dotázaných podle vlastního odhadu v činnosti Evropského parlamentu a českých europoslanců málo vyznalo. 68 % dotázaných pak nedokázalo vyjmenovat ani jednoho europoslance. Podrobnější analýza dat měla pak ukazovat, že „omezená znalost fungování Evropského parlamentu a národních zástupců může být jedním z významných důvodů negativnějšího vnímání EU.“
Evropskému parlamentu důvěřovalo podle průzkumu agentury STEM z počátku února 30 % dotázaných. Většina respondentů nebyla schopna vyjmenovat ani jednoho europoslance a neorientovala se v činnosti europarlamentu. O chystaných volbách vědělo podle průzkumu 51 % dotázaných. Volby do Evropského parlamentu pokládali dotázaní za nejméně důležité z voleb konaných v České republice. Za „velmi důležité“ je označilo 9 % respondentů. Podle březnového průzkumu CVVM vědělo o volbách 63 % dotázaných. Zájem o volby deklarovalo 23 % dotázaných (součet odpovědí „rozhodně ano“ a „spíše ano“). Podle březnového průzkumu agentury SANEP pokládalo jednotlivé kandidáty do Evropského parlamentu za důvěryhodné politické reprezentanty 32,2 % dotázaných (součet odpovědí „ano“ a „spíše ano“). Podle v dubnu zveřejněného šetření CVVM pokládají respondenti volby do Evropského parlamentu za nejméně důležité z voleb konaných v České republice. Za důležité je považuje 39 % dotázaných. Podle dubnového průzkumu CVVM vědělo o volbách 68 % dotázaných. Zájem o volby deklarovalo 19 % dotázaných (součet odpovědí „rozhodně ano“ a „spíše ano“). Podle v květnu zveřejněného šetření CVVM důvěřuje Evropskému parlamentu 36 % dotázaných (součet odpovědí „rozhodně důvěřuje“ a „spíše důvěřuje“).

## Výsledky voleb

Vítězná strana podle okresů

Výsledky voleb v České republice vyhlásila státní volební komise ve svém sdělení z 26. května, které vyšlo pod č. 92/2014 Sb.
|  | Subjekt                         | Počet hlasů | Hlasy v % | +/–            | Počet mandátů | +/–  | Hlasů na mandát | Státní příspěvek | Politická skupina EP | Evropská politická strana |
|  | ------------------------------- | ----------- | --------- | -------------- | ------------- | ---- | --------------- | ---------------- | -------------------- | ------------------------- |
|  | ANO                             | 244 501     | 16,13 %   | n/a            | 4             | ▲ +4 | 61 125          | 7 335 030        | ALDE                 | ALDE                      |
|  | TOP 09 a STAN                   | 241 747     | 15,95 %   | n/a            | 4             | ▲ +4 | 60 437          | 7 252 410        | EPP                  | EPP                       |
|  | ČSSD                            | 214 800     | 14,17 %   | ▼ –8,22 p. b.  | 4             | ▼ –3 | 53 700          | 6 444 000        | S & D                | PES                       |
|  | KSČM                            | 166 478     | 10,98 %   | ▼ –3,33 p. b.  | 3             | ▼ –1 | 55 493          | 4 994 340        | GUE-NGL              | PEL                       |
|  | KDU-ČSL                         | 150 792     | 9,95 %    | ▲ +2,3 p. b.   | 3             | ▲ +1 | 50 264          | 4 523 760        | EPP                  | EPP                       |
|  | ODS                             | 116 389     | 7,67 %    | ▼ –23,78 p. b. | 2             | ▼ –7 | 58 195          | 3 491 670        | ECR                  | AECR                      |
|  | Svobodní                        | 79 540      | 5,24 %    | ▲ +3,97 p. b.  | 1             | ▲ +1 | 79 540          | 2 386 200        | EFDD                 | ADDE                      |
|  | Piráti                          | 72 514      | 4,78 %    | n/a            | 0             | ▬    | —               | 2 175 420        | —                    | PPEU                      |
|  | SZ                              | 57 240      | 3,77 %    | ▲ +1,71 p. b.  | 0             | ▬    | —               | 1 717 200        | —                    | EGP                       |
|  | Úsvit                           | 47 306      | 3,12 %    | n/a            | 0             | ▬    | —               | 1 419 180        | —                    | —                         |
|  | Rozumní                         | 24 724      | 1,63 %    | ▼ –2,63 p. b.  | 0             | ▬    | —               | 741 720          | —                    | —                         |
|  | KSČ                             | 8 549       | 0,56 %    | n/a            | 0             | ▬    | —               | 0                | —                    | —                         |
|  | Pravý Blok                      | 8 028       | 0,52 %    | ▼ –0,48 p. b.  | 0             | ▬    | —               | 0                | —                    | —                         |
|  | SNK–ED                          | 7 961       | 0,52 %    | ▼ –1,14 p. b.  | 0             | ▬    | —               | 0                | EPP                  | EPP                       |
|  | DSSS                            | 7 902       | 0,52 %    | ▼ –0,56 p. b.  | 0             | ▬    | —               | 0                | —                    | —                         |
|  | LES                             | 7 514       | 0,49 %    | n/a            | 0             | ▬    | —               | 0                | —                    | —                         |
|  | Ostatní subjekty                | 59 507      | 4,00 %    | n/a            | 0             | ▬    | —               | 0                | —                    | —                         |
|  | Celkem (Volební účast: 18,20 %) | 1 515 492   | 100 %     |                | 21            | ▼ –1 |                 | 42 480 930       | —                    | —                         |

Mapy výsledků sedmi subjektů, které se dostaly do nového europarlamentu
ANO
TOP 09 a STAN
ČSSD
KSČM
KDU-ČSL
ODS
Svobodní

### Zvolení europoslanci
Poslanci jsou zvoleni z kandidátek, které získaly nad 5 % odevzdaných hlasů. Hlasy odevzdané těmto kandidátkám jsou postupně děleny 1, 2, 3, … (D'Hondtova metoda) a všechny podíly seřazeny. Nejvyšších 21 podílů představuje mandát. Pořadí v němž jsou mandáty jednotlivým kandidátům odpovídá jejich pořadí na kandidátce, pokud neobdržel někdo na kandidátce více než 5% preferenčních hlasů z hlasů odevzdaných pro tuto kandidátku. Kandidáti, kteří obdrželi takový počet preferenčních hlasů mají při udělení mandátu přednost, v pořadí podle počtu udělených preferenčních hlasů.
| Jméno a příjmení  | Pořadí        | Pořadí   | Strana        | Strana     | Strana      | Preferenční hlasy | Preferenční hlasy | Podíl   |
| Jméno a příjmení  | na kandidátce | výsledné | volební       | navrhující | příslušnost | abs.              | v %               | Podíl   |
| ----------------- | ------------- | -------- | ------------- | ---------- | ----------- | ----------------- | ----------------- | ------- |
| Pavel Telička     | 1.            | 1.       | ANO           | ANO        | bezpp       | 50 784            | 20,77             | 244 501 |
| Petr Ježek        | 2.            | 2.       | ANO           | ANO        | bezpp       | 5 301             | 2,16              | 122 251 |
| Dita Charanzová   | 3.            | 3.       | ANO           | ANO        | bezpp       | 8 356             | 3,41              | 81 500  |
| Martina Dlabajová | 4.            | 4.       | ANO           | ANO        | bezpp       | 4 789             | 1,95              | 61 125  |
| Luděk Niedermayer | 1.            | 2.       | TOP 09 a STAN | TOP 09     | bezpp       | 37 171            | 15,37             | 120 874 |
| Jiří Pospíšil     | 2.            | 1.       | TOP 09 a STAN | TOP 09     | bezpp       | 77 724            | 32,15             | 241 747 |
| Stanislav Polčák  | 3.            | 4.       | TOP 09 a STAN | STAN       | STAN        | 11 997            | 4,96              | 60 437  |
| Jaromír Štětina   | 5.            | 3.       | TOP 09 a STAN | TOP 09     | bezpp       | 18 951            | 7,83              | 80 582  |
| Jan Keller        | 1.            | 1.       | ČSSD          | ČSSD       | bezpp       | 57 812            | 26,91             | 214 800 |
| Olga Sehnalová    | 2.            | 2.       | ČSSD          | ČSSD       | ČSSD        | 10 955            | 5,10              | 107 400 |
| Pavel Poc         | 3.            | 3.       | ČSSD          | ČSSD       | ČSSD        | 3 818             | 1,77              | 71 600  |
| Miroslav Poche    | 4.            | 4.       | ČSSD          | ČSSD       | ČSSD        | 3 692             | 1,71              | 53 700  |
| Kateřina Konečná  | 1.            | 1.       | KSČM          | KSČM       | KSČM        | 28 154            | 16,91             | 166 478 |
| Jiří Maštálka     | 2.            | 3.       | KSČM          | KSČM       | KSČM        | 11 525            | 6,92              | 55 493  |
| Miloslav Ransdorf | 3.            | 2.       | KSČM          | KSČM       | KSČM        | 14 384            | 8,64              | 83 239  |
| Pavel Svoboda     | 1.            | 2.       | KDU-ČSL       | KDU-ČSL    | KDU-ČSL     | 21 746            | 14,42             | 75 396  |
| Michaela Šojdrová | 2.            | 1.       | KDU-ČSL       | KDU-ČSL    | KDU-ČSL     | 22 220            | 14,73             | 150 792 |
| Tomáš Zdechovský  | 3.            | 3.       | KDU-ČSL       | KDU-ČSL    | KDU-ČSL     | 5 063             | 3,35              | 50 264  |
| Jan Zahradil      | 1.            | 1.       | ODS           | ODS        | ODS         | 19 892            | 17,09             | 116 389 |
| Evžen Tošenovský  | 2.            | 2.       | ODS           | ODS        | ODS         | 16 514            | 14,18             | 58 195  |
| Petr Mach         | 1.            | 1.       | Svobodní      | Svobodní   | Svobodní    | 13 211            | 16,60             | 79 540  |

### Stížnosti na výsledky voleb

#### Stížnost na volební klauzuli
Česká pirátská strana a Strana zelených, které ve volbách nezískaly žádné mandáty, protože nepřekročily pětiprocentní kvórum, podaly na tuto podmínku stížnost k Nejvyššímu správnímu soudu. Minimální hranici pro vstup strany do Evropského parlamentu zrušil před těmito volbami ústavní soud v Německu, díky čemuž tam v těchto volbách poslanecký mandát získala i strana s 0,6% volebním ziskem. Dne 24. června Nejvyšší správní soud jednání ve věci těchto stížností zamítl a podal Ústavnímu soudu návrh na zrušení klauzule. Ústavní soud tento návrh zamítl.

#### Další stížnosti
Napříč republikou byly také zaznamenány případy nezapočítání preferenčních hlasů a někteří občané se proti tomu ohradili podáním volební žaloby. Volební senát Nejvyššího správního soudu již k 11. červnu vyřešil pět z 16 obdržených stížností; všechny zamítl. Veškeré ostatní stížnosti byly soudem zamítnuty nebo odmítnuty 24. června. Soud však mj. uznal, že docházelo k chybám v započítávání preferenčních hlasů, a poukázal na nízkou kvalitu práce některých okrskových volebních komisí.